# تمغاهای سلطنتی ایلخانان
تمغاهای مغولی (خط مغولی: ᠲᠠᠮᠠᠭ᠎ᠠ نویسه‌گردانی: Tamagh'a) که بیشتر از جنس فلز و چوب بودند، بسته به رنگ مرکب و همچنین موضوع فرمان‌ها به گروه‌های زیر دسته‌بندی می‌شدند:
- آلتون‌تمغا (مهر زرین): بیشتر برای فرمان‌های مربوط به امور مالی کاربرد داشت؛ ولی گاه آن را به‌مثابه مهری به‌کار می‌بردند که برای فرمان‌های مربوط به اسب و چهارپایان بارکش زده می‌شد. ظاهراً آلتون‌تمغا دارای دو نوع کوچک  و بزرگ بوده‌است.
- آل‌تمغا (مهر سرخ): به تقلید از مهرهای چینی ساخته‌شده بود و بر فرمان‌های متنوع مرتبط با امور دولتی، نظیر انتصابات مربوط به ایالات، دیوان، واگذارکردن زمین، بستن عهدنامه‌ها و ضبط و ربط مالیات‌ها صحه می‌گذاشت. گاهی پیش می‌آمد که آل‌تمغایی ویژه از طرف پادشاه ایلخانی به یکی از مقامات عالی دولت اهدا شود. برای نمونه، آل‌تمغایی به سعدالدین ساوجی، از صاحب‌دیوان‌های غازان خان در سال ۷۰۰ ه‍.ق اعطا شد.

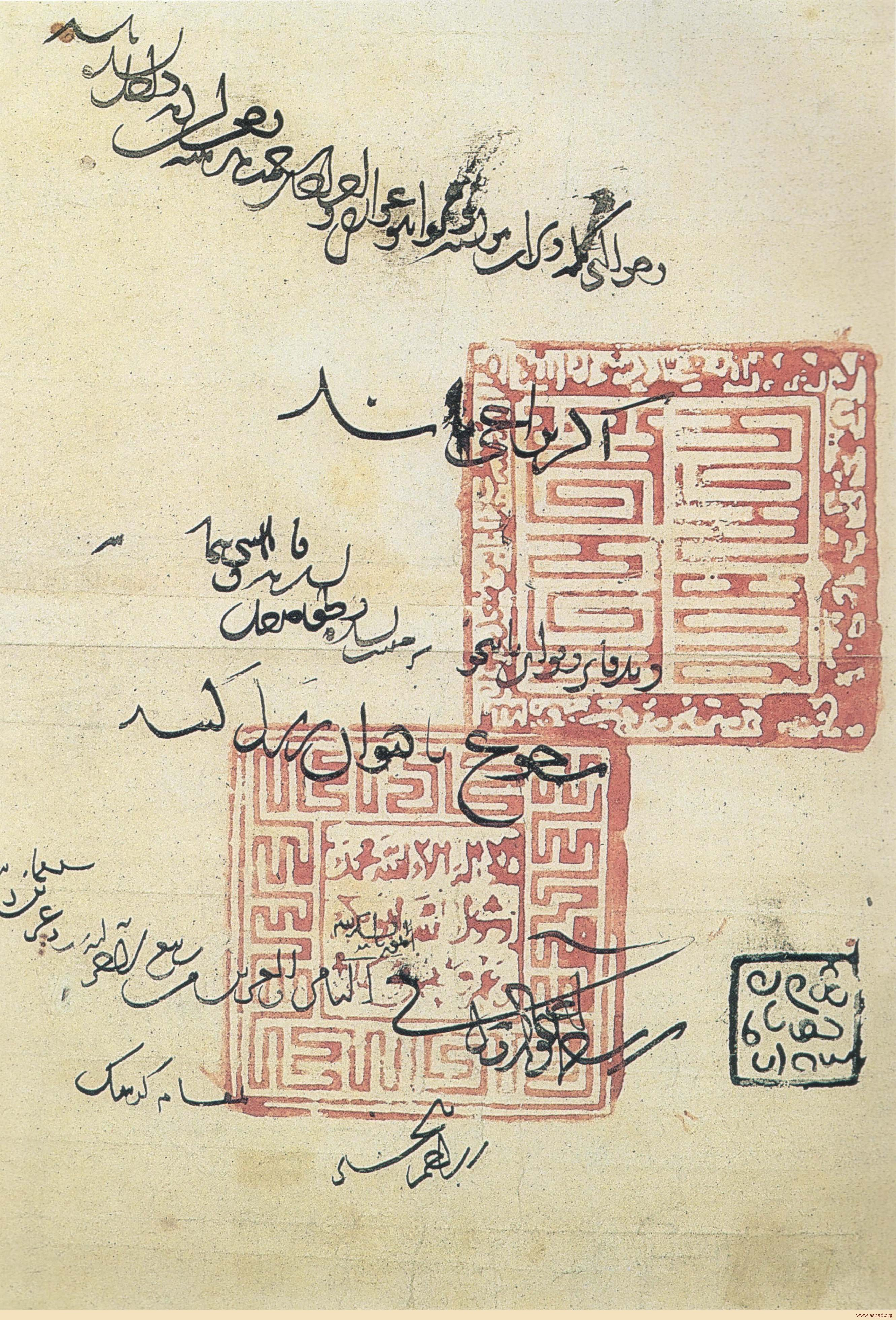
نقش آل‌تمغاهای سلطان ابوسعید بهادرخان (بالا) و امیر چوپان (پایین) و قراتمغای امیر چوپان (کنار) بر فرمانی به تاریخ سال ۷۲۶ ه‍.ق (۱۳۲۶ م). هر دو آل‌تمغا عبارات چینی همراه متن شهادتین و نام‌های خلفای راشدین برخود دارند. متن قراتمغا به فارسی است که به شیوه‌ای دگرگون‌شده عبارت «پروانه از چوپان» را برخود دارد.

- قراتمغا (مهر سیاه): گویا کوچک‌تر و همچنین کم‌اهمیت‌تر از سایر تمغاها بود. برپایه نوشته‌های رشیدالدین فضل‌الله همدانی، چهار امیر در دوره غازان خان، هر یک قراتمغایی ویژه خود داشتند که آن را در بزنگاه‌هایی بر برخی اسناد دیوانی می‌نهادند.
- گوک‌تمغا (مهر آبی یا کبود): یک مهر ویژه امور سلطنتی بود که در زمان اباقا خان از چین به ایران آورده شد و در مسائل تشریفاتی مربوط به شاهزادگان کاربرد داشت.
- تمغای سواری: به امیران سرحد داده می‌شد تا بر نامه‌های ارسالی بنهند تا متولیان چاپارخانه‌ها مطمئن شوند که این نامه‌ها تقلبی نیستند.
- تمغای پیکی: دو پیک، مأمور بودند تا رویدادهای مهم ایالت محل مأموریت خود را بنویسند و با این تمغا مهر کنند و مبدأ و مقصد نامه را ذکر کنند.
- تمغای زرینی که بر حواشی متن آن تصویر کمان و چماق و شمشیر افزوده بودند و در فرمان فراخوان لشکر از آن استفاده می‌کردند.
- تمغاهای یشمی کوچک و بزرگ که اولی در امور قضایی و دومی در امور مهم حکومتی کاربرد داشت.

تمغاهای ایلخانان مربع‌شکل بودند و جلایریان نیز با تقلید از ایلخانان از تمغاهای مربع‌شکل استفاده می‌کردند. کهن‌ترین اثر برجای‌مانده از تمغاهای خاقان‌های امپراتوری مغول، اثر تمغای گیوک خان بر نامه او به پاپ اینوسنت چهارم است که شامل نوشته‌هایی به خط اویغوری است. آل‌تمغای چنگیز خان بنابر توصیف تاریخ جهانگشای جوینی، به خط اویغوری و زبان مغولی بوده‌است. تمغاهایی با نوشته‌های چینی از زمان قوبلای خان رایج گشت. نخستین اثر مکتوب از تمغاهایی با نوشته‌های کوفی، به دوره حکومت ابوسعید بهادرخان بازمی‌گردد.
تا زمان حکومت ابوسعید مرسوم بود که تمغاهای سلطنتی را در چین ساخته و با تشریفات ویژه به دربار ایران بیاورند؛ اما پس از آن، دیگر تمغاها در خود ایران ساخته می‌شدند. نوشته‌های فارسی و عربی از همان زمان به‌تدریج جای نوشته‌های چینی را روی تمغاها گرفتند. در زمان زمامداری تیمور، شکل تمغا از مربع به مدور تغییر پیدا کرد.

## نگارخانه

نقش آل‌تمغای به‌کاررفته در نامه گیوک خان به پاپ اینوسنت چهارم.
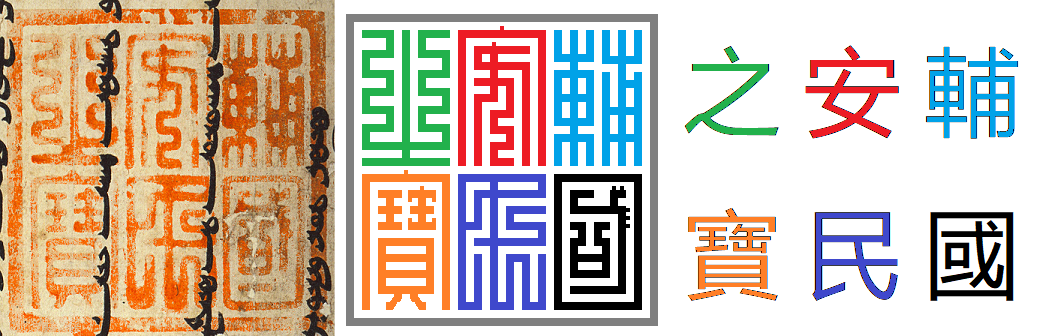
نقش آل‌تمغای به‌کاررفته در نامه ارغون خان به فیلیپ چهارم فرانسه در سال ۱۲۸۹ م که به زبان و نویسه‌های چینی است.
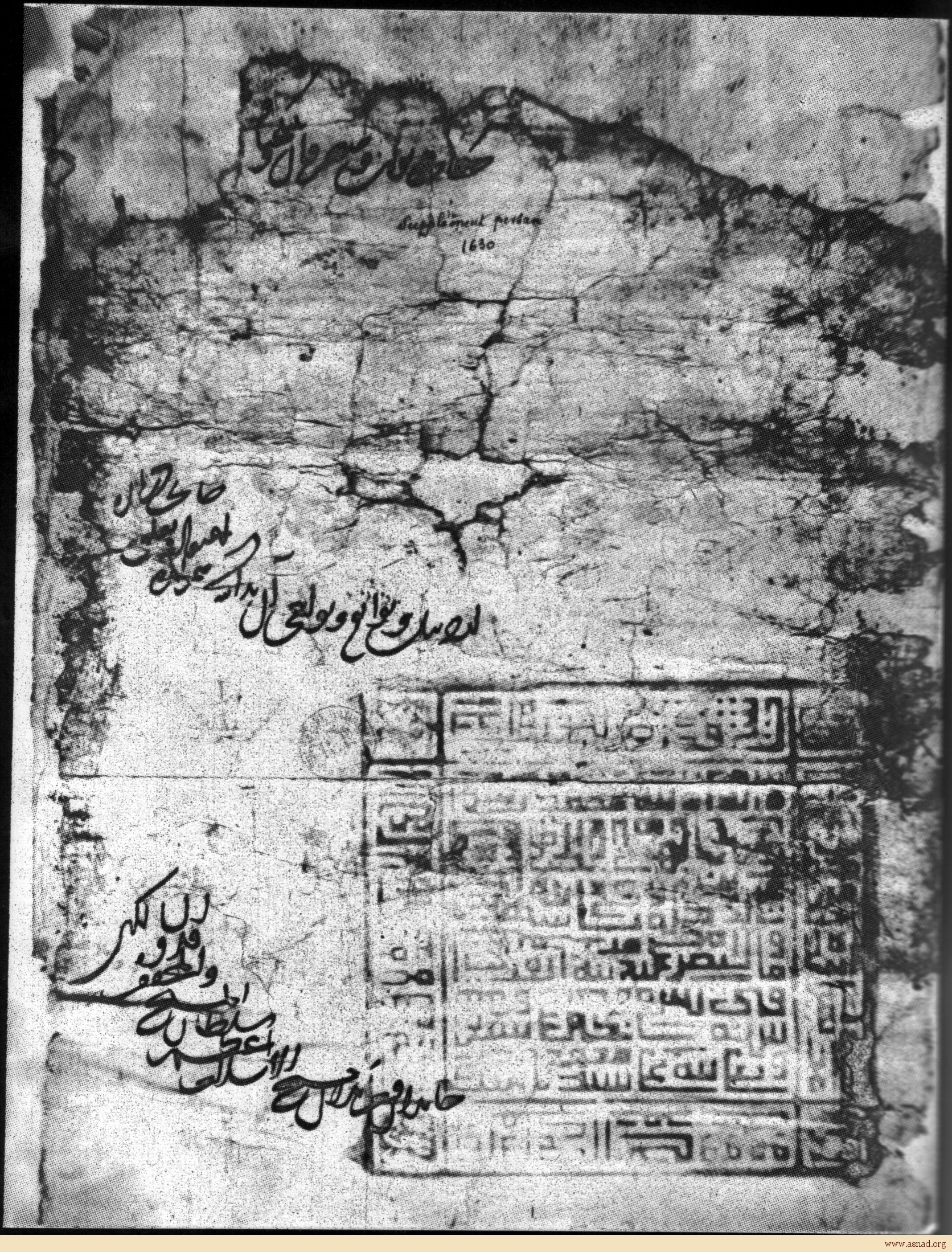
فرمان منسوب به سلطان احمد جلاير، با آل‌تمغایی که نوشته‌هایی به زبان عربی و خط بنایی با محتوای اسلامی برخود دارد.
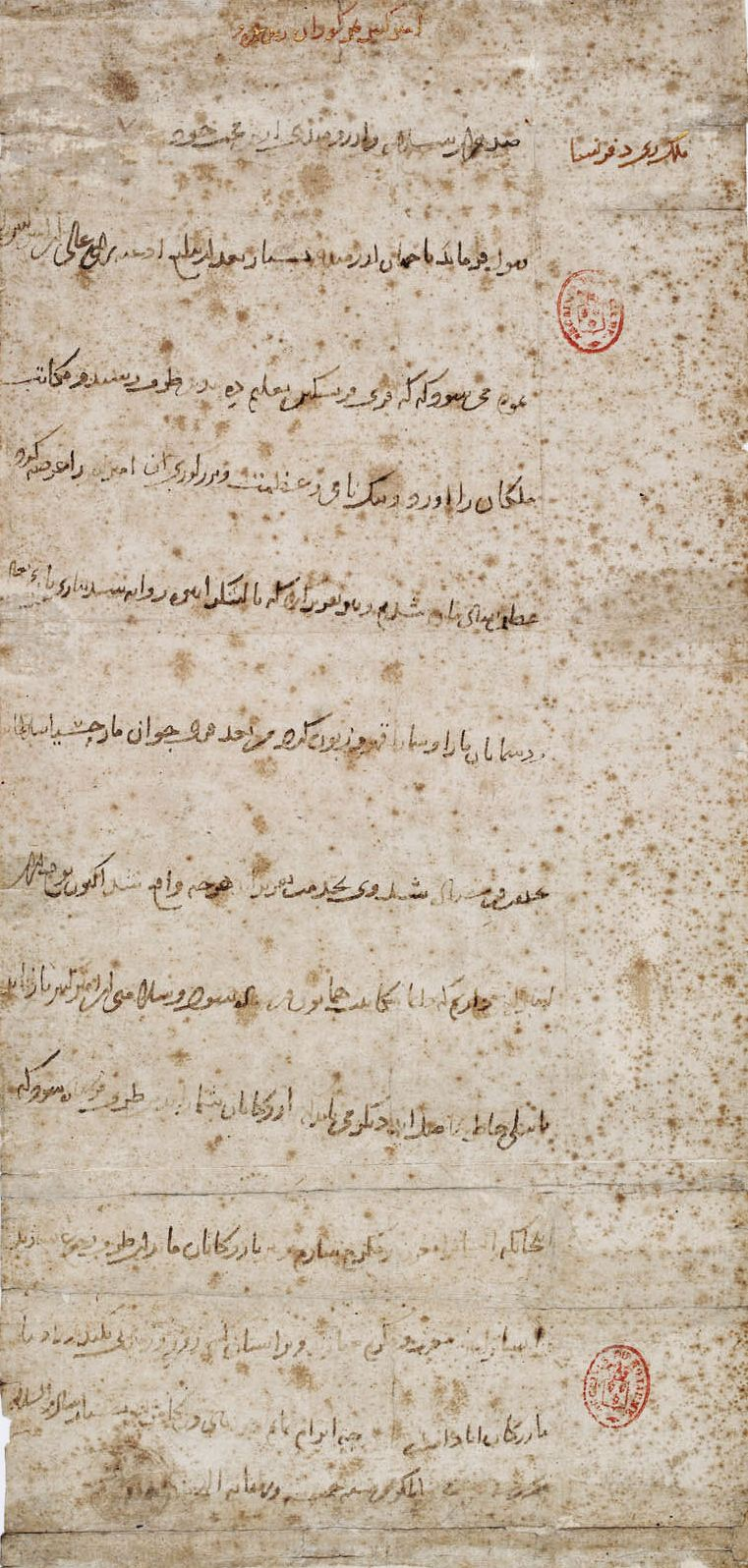
نامه تیمور به شارل ششم فرانسه که در انتهای متن نامه اثر تمغای مدور تیمور دیده می‌شود.